# Adoxophyes nebrodes
Adoxophyes nebrodes es una especie de polilla del género Adoxophyes, tribu Archipini, subfamilia Tortricinae.

## Distribución
Se distribuye por Nueva Guinea.

## Taxonomía
Fue descrita por Meyrick en 1920 y publicada en Exotic microlepidoptera 2: 339.